# Chodov (stanice metra)
Chodov (zkratka CH) je stanice metra nacházející se v Praze, na sídlišti Jižní Město, v katastrálním území Chodov, na trase C (úsek II.C). Byla otevřena pod názvem Budovatelů 7. listopadu roku 1980. Pracovní název byl Pětiletky (někde označován jako 6. pětiletky).

## Charakteristika stanice

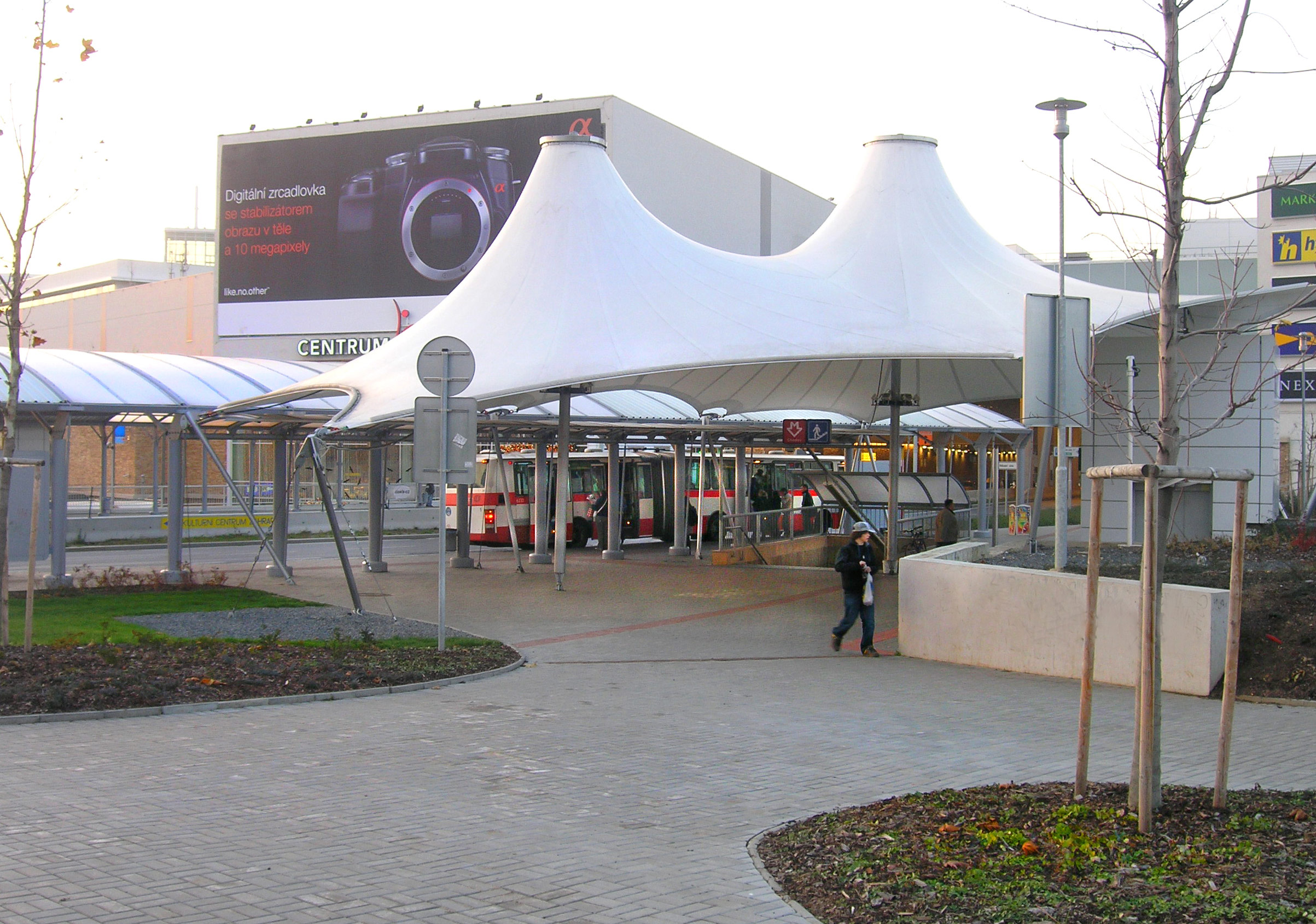
Vchod do podchodu metra Chodov v roce 2006, v pozadí nákupní centrum Chodov

Chodov je hloubená, železobetonová monolitická stanice zastropená předpínanými betonovými nosníky. Dlouhá je 250 m a hluboká 10 m. Nástupiště je velká hala, na které se nenacházejí sloupy. Výstup je jeden, spojený s nástupištěm pevným schodištěm, vedoucí do vestibulu, založeného 5,4 m pod zemí, navazujícího na přilehlý podchod. Tato stanice byla první v pražském metru, ve které byla instalována na pevné schodiště plošina pro imobilní osoby. Obkladem stěn za nástupištěm je přírodní keramika ve tvaru vydutých a vypuklých půlválců. Na výstavbu stanice bylo vynaloženo 168 milionů Kčs.
Původní název stanice je charakterizován sochou Budovatel metra, kterou vytvořil František Radvan, a je umístěna u vchodu do stanice.
Dne 12. února 2002 byla zahájena úprava stanice pro imobilní osoby včetně rekonstrukce veřejných WC (ukončení 30. 9. 2002). Celá stavba byla zkolaudována 24. června a uvedena do provozu dne 1. července 2002. V roce 2015 byla provedena částečná rekonstrukce technických prostor a nástupiště, kde se opravy týkaly především výměny stropních panelů a osvětlení.

## Význam

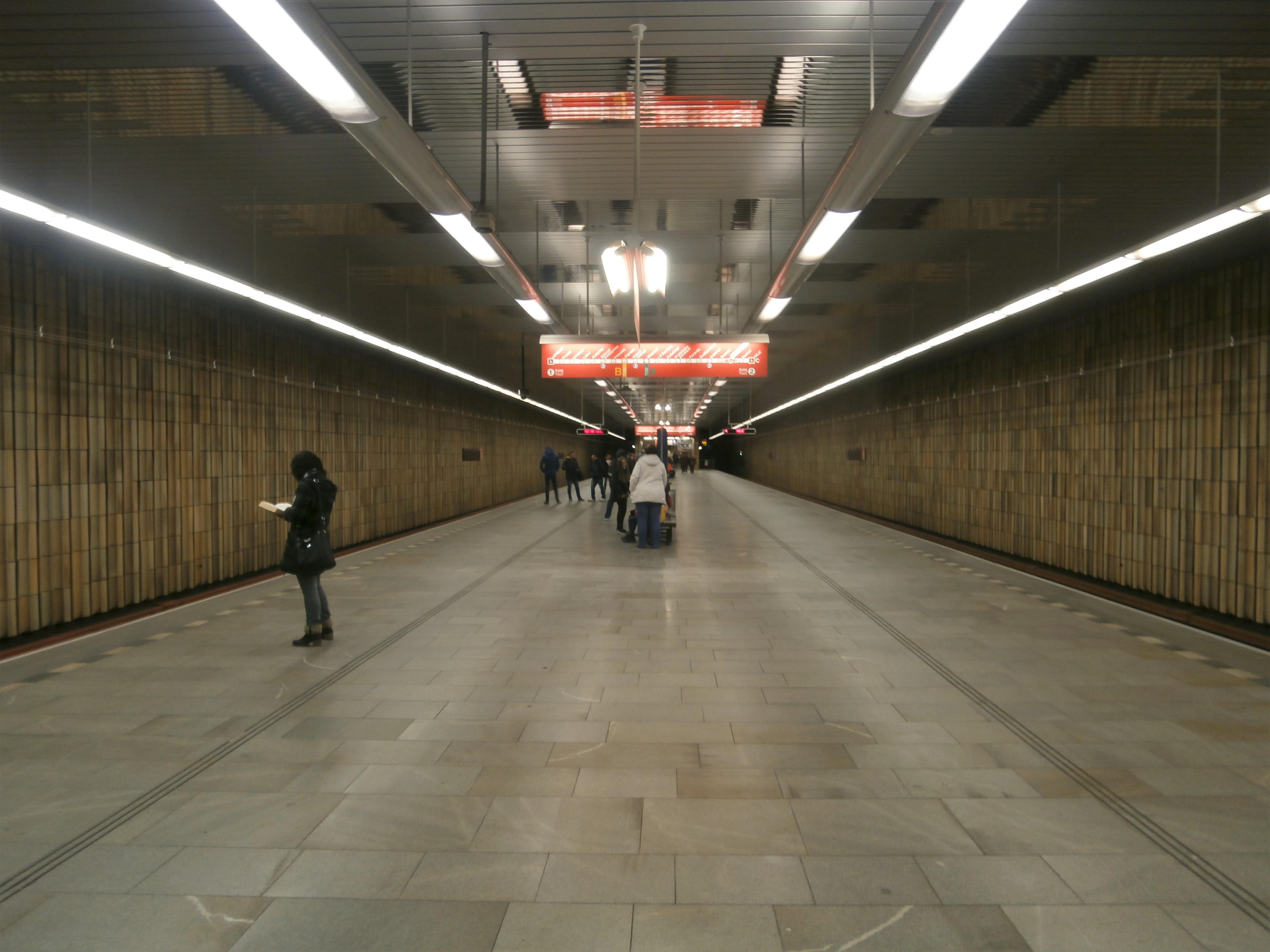
Stanice metra Chodov s novými stropními panely (2016)

Při zprovoznění obklopovaly tuto stanici jen pole a zárodky staveniště. Sloužila jen jako konečná autobusů ze vzdálenějších částí Jižního Města. V roce 1985 byly na jih od stanice předány první byty a od té doby její význam rychle rostl. Počátkem devadesátých let bylo u stanice Chodov otevřeno první nákupní centrum Růže a centrum služeb Protěž. Od roku 2004 začaly být zprovozňovány jednotlivé části velkého kancelářského komplexu The Park, ležícího mezi dálnicí D1 a Roztylskou ulicí s pobočkami mnoha nadnárodních firem. V roce 2005 pak bylo otevřeno v ČR největší obchodní centrum Centrum Chodov, které se rozprostírá i nad stanicí metra, to bylo roku 2019 přejmenováno na Westfield Chodov. Stanici také využívají vysokoškolští studenti k dopravě na nedaleké Koleje Jižní Město.

## Napojení na povrchovou dopravu
Chodov je nejdůležitější stanicí metra obsluhující Jižní Město II. Pro přibližně polovinu obyvatel tohoto sídliště je dostupná pěšky; pro ostatní několika autobusovými linkami, které tudy projíždějí, nebo zde končí. Je také důležitým přestupním bodem pro některé obyvatele Jižního Města I a Prahy-Chodovce. Autobusy však dotud jezdí i dále a spojují Jižní Město především se sídlištěm Spořilov, Vršovicemi, Hostivaří, Petrovicemi, Horními Měcholupy, Kunraticemi nebo s Libuší.
Kolem stanice prochází také cyklotrasa A22 vedoucí z Hájů směrem do centra města a trasa A225. Obě jsou v okolí metra vedeny odděleně od automobilového provozu.